# NGC 3138
NGC 3138 é uma galáxia espiral (Sbc) localizada na direcção da constelação de Hydra. Possui uma declinação de -11° 57' 26" e uma ascensão recta de 10 horas, 09 minutos e 16,6 segundos.
A galáxia NGC 3138 foi descoberta em 1886 por Frank Leavenworth.